# Wa Kyun
Wa Kyun är en ö i Myanmar.   Den ligger i regionen Monstaten, i den södra delen av landet, 500 km söder om huvudstaden Naypyidaw. Arean är 3,5 kvadratkilometer.
Terrängen på Wa Kyun är lite kuperad. Öns högsta punkt är 97 meter över havet. Den sträcker sig 2,1 kilometer i nord-sydlig riktning, och 1,0 kilometer i öst-västlig riktning.